# بابه (سوپوت)
بابه (به صربی: Babe) یک روستا در صربستان است که در Sopot واقع شده‌است. بابه ۳۳۲ نفر جمعیت دارد.